# Conothele fragaria
Conothele fragaria (synoniem: Ummidia fragaria) is een spinnensoort in de taxonomische indeling van de valdeurspinnen (Ctenizidae).
Het dier behoort tot het geslacht Conothele. De wetenschappelijke naam van de soort werd voor het eerst geldig gepubliceerd in 1887 door Dönitz.